# Municipio de Tila
El municipio de Tila es uno de los 124 municipios que componen al estado de Chiapas. Su cabecera municipal es la villa de Tila.

## Geografía
El municipio de Tila se localiza en el centro-norte del estado de Chiapas, formando parte de la región socioeconómica XIV Tuliján Tseltal Chol. Sus coordenadas extremas son 17° 09' - 17° 35' de latitud norte y 92° 19' - 92° 40' de longitud oeste; y su altitud fluctúa entre un mínimo de 0 a un máximo de 2 200 metros sobre el nivel del mar. Con una superficie territorial de 800.68 kilómetros cuadrados, ocupa el 1.09% del territorio estatal.
Limita al noreste con el municipio de Salto de Agua, al este con el municipio de Tumbalá, al sureste con el municipio de Yajalón y al suroeste con el municipio de Simojovel, finalmente el oeste limita con el municipio de Sabanilla; al norte y noroeste limita con el estado de Tabasco, en particular con el municipio de Tacotalpa y el municipio de Macuspana.

### Orografía e hidrografía
Los tipos de suelos presentes en el municipio son: Luvisol (69.09%), Leptosol (18.69%), Plintosol (6.49%), Phaeozem (5.13%), Vertisol (0.45%) y No aplica (0.15%). Los tipos de roca que conforman la corteza terrestre en el municipio son: Caliza (roca sedimentaria) (67.78%), Lutita-Arenisca (roca sedimentaria) (20.83%), Arenisca (roca sedimentaria) (6.94%) y Aluvial (suelo) (4.46%). El municipio forma parte de la región fisiográfica Montañas del Norte. La altura del relieve va de los 20 m. y hasta los 2,100 m sobre el nivel del mar. Sierra alta escarpada compleja (57.22%), Sierra alta de laderas tendidas (38.11%), Valle intermontano con lomerío (3.98%) y Lomerío con llanuras (0.69%).

El municipio se ubica dentro de las subcuencas R. Macuspana, R. Puxcatán, R. Shumulá, R. Tulijá y R. Chacté que forman parte de la cuenca R. Grijalva - Tuxtla Gutiérrez. Las principales corrientes de agua en el municipio son: Río Chinal, Río Pabuchil, Arroyo Jolnishtie, Río Limar, Río Grande, Arroyo Chulum, Arroyo Yobsibaquil, Arroyo Ñopác, Arroyo Masojá y Arroyo Chibol; y las corrientes intermitentes: Arroyo Chichitulum, Arroyo Seco, Arroyo Tiquimpá, Arroyo Masojá, Arroyo Shintiejá, Arroyo Nichinjá, Arroyo Pojol y Arroyo Chicomoutic.

### Clima y ecosistemas
Los climas existentes en el municipio son: Cálido húmedo con lluvias todo el año (67.7%), Semicálido húmedo con lluvias todo el año (32.04%) y Templado húmedo con lluvias todo el año (0.26%).
En los meses de mayo a octubre, las temperaturas mínimas promedio se distribuyen porcentualmente de la siguiente manera: de 12 a 15 °C (4.77%), de 15 a 18 °C (36.78%), de 18 a 21 °C (34.59%) y de 21 a 22.5 °C (23.86%).
En tanto que las máximas promedio en este periodo son: de 21 a 24 °C (0.6%), de 24 a 27 °C (21.6%), de 27 a 30 °C (28.8%), de 30 a 33 °C (11.71%) y de 33 a 34.5 °C (37.28%).
Durante los meses de noviembre a abril, las temperaturas mínimas promedio se distribuyen porcentualmente de la siguiente manera:de 6 a 9 °C (0.05%), de 9 a 12 °C (14.65%), de 12 a 15 °C (39.91%), de 15 a 18 °C (18.34%) y de 18 a 19.5 °C (27.06%).
Mientras que las máximas promedio en este mismo periodo son: de 18 a 21 °C (5.97%), de 21 a 24 °C (37.54%), de 24 a 27 °C (18.73%) y de 27 a 30 °C (37.77%).
En los meses de mayo a octubre, la precipitación media es: de 1700 a 2000 mm (18.89%), de 2000 a 2300 mm (10.45%) y de 2300 a 2600 mm (70.67%).
En los meses de noviembre a abril, la precipitación media es: de 400 a 500 mm (1.15%), de 500 a 600 mm (10.84%), de 600 a 700 mm (6.39%), de 700 a 800 mm (7.79%), de 800 a 1000 mm (6.51%), de 1000 a 1200 mm (48.09%) y de 1200 a 1400 mm (19.24%).
La cobertura vegetal y el aprovechamiento del suelo en el municipio se distribuye de la siguiente manera: Agricultura de temporal (47.98%), Selva alta perennifolia (secundaria) (31.87%), Pastizal cultivado (11.35%), Selva alta perennifolia (4.93%), Bosque mesófilo de montaña (secundaria) (2.32%), Bosque mesófilo de montaña (0.92%) y No aplicable (0.64%).

## Demografía
La población total municipal es de 83 505, de los cuales 41 804 son mujeres y 41 701 son varones.

### Principales localidades
En el censo de 2020 el municipio de Tila contaba con 157 localidades.
| Código INEGI      | Localidad         | Población (2020) |
| ----------------- | ----------------- | ---------------- |
| 070960001         | Tila              | 9 609            |
| 070960055         | Petalcingo        | 7 417            |
| 070960048         | Nueva Esperanza   | 4 681            |
| 070960040         | El Limar          | 3 245            |
| 070960023         | Chulum Juárez     | 2 716            |
| 070960069         | Tocob Leglemal    | 2 388            |
| 070960105         | Nuevo Limar       | 2 197            |
| 070960065         | Shoctic           | 1 984            |
| 070960031         | Joljá             | 1 700            |
| 070960010         | Cantioc           | 1 478            |
| 070960038         | Jolsibaquil       | 1 400            |
| 070960044         | Misija            | 1 372            |
| 070960073         | Usipa             | 1 341            |
| 070960007         | El Carrizal       | 1 227            |
| 070960018         | Chulum Cárdenas   | 1 078            |
| 070960004         | Álvaro Obregón    | 1 020            |
| 070960167         | La Revolución     | 1 009            |
| Otras localidades | Otras localidades | 37 643           |
| Total municipal   | Total municipal   | 83 505           |

### Etnicidad
En el municipio hay 63 392 habitantes con tres años o más que hablan una lengua indígena. 

## Política
El gobierno del municipio de Tila es electo mediante el principio de partidos políticos. En cumplimiento de lo que mandata la Ley Orgánica Municipal del Estado de Chiapas, en aquellos municipios cuya población sea de más de 7 500 habitantes y no exceda de 100 000 habitantes,  el Honorable Ayuntamiento Constitucional de Tila está integrado por un Presidente Municipal, un síndico propietario y un suplente, seis Regidores propietarios, tres suplentes de mayoría relativa, así como un regidor más electo por el principio de representación proporcional, los cuales integran al cabildo. Todos son electos mediante el voto universal, directo y secreto para un periodo de tres años que pueden ser renovables para un periodo adicional inmediato. 

### Representación legislativa
Para la elección de diputados locales al Congreso de Chiapas y de diputados federales a la Cámara de Diputados federal, el municipio de Tila se encuentra integrado en los siguientes distritos electorales:
Local:
- Distrito electoral local de 8 de Chiapas con cabecera en Simojovel.[7]

Federal:
- Distrito electoral federal 1 de Chiapas con cabecera en Palenque.[8]